# Tipula (Eumicrotipula) sariapampae
Tipula (Eumicrotipula) sariapampae is een tweevleugelige uit de familie langpootmuggen (Tipulidae). De soort komt voor in het Neotropisch gebied.